# Win, Lose or Draw
Vença, Perca ou Desenhe é um game show que estreou no Disney Channel em 17 de janeiro de 2014. Em abril de 2013, o Disney Channel anunciou uma nova versão do Win, Lose or Draw, a ser apresentado por Justin Willman. Tal como acontece com adolescente Win, Lose or Draw, as duas equipes em cada programa são compostas de dois jovens concorrentes mais uma celebridade adolescente (desta vez, de um canal da Disney ou Disney XD). A nova tecnologia de controle de movimento é destaque. Tem estreia marcada para o dia 31 de agosto de 2014 no Brasil pelo Disney Channel.

## Desafios
A versão 2014 contou com as seguintes rodadas (todos os 90 segundos):
- 1. Get a Clue - Para cada palavra, Willman anuncia uma pista, levando à resposta, com pistas adicionais fornecidos a cada 10 segundos. Cada resposta correta vale 10 pontos, com os membros da equipe, alternando depois de cada palavra é ou adivinhado ou passado.

- 2. Desenhe-obstáculo Course - Os doadores pista passou por uma série de desafios enquanto desenha, como o uso de uma caneta de grandes dimensões, com base em uma placa de tela de toque de fiação, o desenho atual desaparecer se o doador pista levanta sua / seu dedo, ou desenho em pé em um banquinho vibrando. Os desafios girado de episódio para episódio, e três foram apresentados por rodada. Como antes, as respostas corretas valem 10 pontos.

- 3. Preencha o espaço em branco - Adaptado da rodada final original Willman ler uma pista de estilo trocadilho com um espaço em branco, com a pista doador desenho a palavra que encheu o espaço em branco. Como em todas as versões anteriores, a equipe que estava atrás fui pela primeira vez (ou a equipe que entrou pela primeira vez em uma rodada de ir primeiro, se o placar estava empatado) e pistas valiam 20 pontos, com tantas pistas jogadas possível dentro do tempo limite.

## Episódios
| Temporada | Temporada | Episódios | Exibição original                                                | Exibição original  | Exibição no Brasil   | Exibição no Brasil |
| Temporada | Temporada | Episódios | Estreia de temporada                                             | Final de temporada | Estreia de temporada | Final de temporada |
| --------- | --------- | --------- | ---------------------------------------------------------------- | ------------------ | -------------------- | ------------------ |
|           | 1         | 40        | 17 de janeiro de 2014 (pré-estreia) 3 de março de 2014 (estreia) | 21 de maio de 2014 | 31 de agosto de 2014 | TBA                |

### 1ª Temporada (2014)
| #  | Título                                 | Exibição original     | Exibição no Brasil     |
| -- | -------------------------------------- | --------------------- | ---------------------- |
| 1  | "Leo Howard & Olivia Holt"             | 17 de janeiro de 2014 | TBA                    |
| 2  | "Peyton List & Cameron Boyce"          | 3 de março de 2014    | 7 de setembro de 2014  |
| 3  | "Dove Cameron & Joey Bragg"            | 4 de março de 2014    | 31 de agosto de 2014   |
| 4  | "Laura Marano & Raini Rodriguez"       | 5 de março de 2014    | 29 de novembro de 2014 |
| 5  | "G. Hannelius & Blake Michael"         | 6 de março de 2014    | 22 de dezembro de 2014 |
| 6  | "Garrett Clayton & Chrissie Fit"       | 10 de março de 2014   | TBA                    |
| 7  | "Tyrel Jackson Williams & Billy Unger" | 11 de março de 2014   | TBA                    |
| 8  | "Bradley Steven Perry & Jake Short"    | 12 de março de 2014   | TBA                    |
| 9  | "Olivia Holt & Leo Howard"             | 13 de março de 2014   | TBA                    |
| 10 | "Dove Cameron & Joey Bragg"            | 17 de março de 2014   | TBA                    |
| 11 | "G. Hannelius & Blake Michael"         | 18 de março de 2014   | TBA                    |
| 12 | "Peyton List & Cameron Boyce"          | 19 de março de 2014   | TBA                    |
| 13 | "Tyrel Jackson Williams & Billy Unger" | 20 de março de 2014   | TBA                    |
| 14 | "Laura Marano & Raini Rodriguez"       | 24 de março de 2014   | TBA                    |
| 15 | "Bradley Steven Perry & Jake Short"    | 25 de março de 2014   | TBA                    |
| 16 | "Olivia Holt & Leo Howard"             | 26 de março de 2014   | TBA                    |
| 17 | "Garrett Clayton & Chrissie Fit"       | 27 de março de 2014   | TBA                    |
| 18 | "G. Hannelius & Blake Michael"         | 7 de abril de 2014    | TBA                    |
| 19 | "Tyrel Jackson Williams & Billy Unger" | 8 de abril de 2014    | TBA                    |
| 20 | "Dove Cameron & Joey Bragg"            | 9 de abril de 2014    | TBA                    |
| 21 | "Garrett Clayton & Chrissie Fit"       | 10 de abril de 2014   | TBA                    |
| 22 | "Bradley Steven Perry & Jake Short"    | 15 de abril de 2014   | TBA                    |
| 23 | "Peyton List & Cameron Boyce"          | 15 de abril de 2014   | TBA                    |
| 24 | "Laura Marano & Raini Rodriguez"       | 16 de abril de 2014   | TBA                    |
| 25 | "Leo Howard & Olivia Holt"             | 17 de abril de 2014   | TBA                    |
| 26 | "Tyrel Jackson Williams & Billy Unger" | 21 de abril de 2014   | TBA                    |
| 27 | "G. Hannelius & Blake Michael"         | 22 de abril de 2014   | TBA                    |
| 28 | "Garrett Clayton & Chrissie Fit"       | 23 de abril de 2014   | TBA                    |
| 29 | Bradley Steven Perry & Jake Short      | 24 de abril de 2014   | TBA                    |
| 30 | "Laura Marano & Raini Rodriguez"       | 28 de abril de 2014   | TBA                    |
| 31 | "Leo Howard & Olivia Holt"             | 29 de abril de 2014   | TBA                    |
| 32 | "Peyton List & Cameron Boyce"          | 30 de abril de 2014   | TBA                    |
| 33 | "Tyrel Jackson Williams & Billy Unger" | 1 de maio de 2014     | TBA                    |
| 34 | "Laura Marano & Raini Rodriguez"       | 12 de maio de 2014    | TBA                    |
| 35 | "Peyton List & Cameron Boyce"          | 13 de maio de 2014    | TBA                    |
| 36 | "G. Hannelius & Blake Michael"         | 14 de maio de 2014    | TBA                    |
| 37 | "Dove Cameron & Joey Bragg"            | 15 de maio de 2014    | TBA                    |
| 38 | "Bradley Steven Perry & Jake Short"    | 19 de maio de 2014    | TBA                    |
| 39 | "Garrett Clayton & Chrissie Fit"       | 20 de maio de 2014    | TBA                    |
| 40 | "Dove Cameron & Joey Bragg"            | 21 de maio de 2014    | TBA                    |

## Transmissão
| País                                                   | Canal                                | Estreia               | Título                    |
| ------------------------------------------------------ | ------------------------------------ | --------------------- | ------------------------- |
| Estados Unidos                                         | Disney Channel                       | 17 de janeiro de 2014 | Win, Lose or Draw         |
| Canadá                                                 | Family Channel                       | 7 de abril de 2014    | Win, Lose or Draw         |
| Reino Unido · Irlanda                                  | Disney Channel Reino Unido e Irlanda | 5 de maio de 2014     | Win, Lose or Draw         |
| Malásia · Filipinas · Indonésia · Tailândia · Vietname | Disney Channel Asia                  | 30 de maio de 2014    | Win, Lose or Draw         |
| Austrália                                              | Disney Channel Austrália             | 2 de junho de 2014    | Win, Lose or Draw         |
| Brasil                                                 | Disney Channel Brasil                | 31 de agosto de 2014  | Vença, Perca ou Desenhe   |
| Argentina                                              | Disney Channel América Latina        | 31 de agosto de 2014  | Ganes o pierdas, ¡dibuja! |
| Bolívia                                                | Disney Channel América Latina        | 31 de agosto de 2014  | Ganes o pierdas, ¡dibuja! |
| Chile                                                  | Disney Channel América Latina        | 31 de agosto de 2014  | Ganes o pierdas, ¡dibuja! |
| Colômbia                                               | Disney Channel América Latina        | 31 de agosto de 2014  | Ganes o pierdas, ¡dibuja! |
| Costa Rica                                             | Disney Channel América Latina        | 31 de agosto de 2014  | Ganes o pierdas, ¡dibuja! |
| Equador                                                | Disney Channel América Latina        | 31 de agosto de 2014  | Ganes o pierdas, ¡dibuja! |
| Guatemala                                              | Disney Channel América Latina        | 31 de agosto de 2014  | Ganes o pierdas, ¡dibuja! |
| Honduras                                               | Disney Channel América Latina        | 31 de agosto de 2014  | Ganes o pierdas, ¡dibuja! |
| México                                                 | Disney Channel América Latina        | 31 de agosto de 2014  | Ganes o pierdas, ¡dibuja! |
| Paraguai                                               | Disney Channel América Latina        | 31 de agosto de 2014  | Ganes o pierdas, ¡dibuja! |
| Peru                                                   | Disney Channel América Latina        | 31 de agosto de 2014  | Ganes o pierdas, ¡dibuja! |
| República Dominicana                                   | Disney Channel América Latina        | 31 de agosto de 2014  | Ganes o pierdas, ¡dibuja! |
| Uruguai                                                | Disney Channel América Latina        | 31 de agosto de 2014  | Ganes o pierdas, ¡dibuja! |
| Venezuela                                              | Disney Channel América Latina        | 31 de agosto de 2014  | Ganes o pierdas, ¡dibuja! |